# Alfred Sommier
Alfred Sommier, né le 9 juillet 1835 dans la commune de La Villette, et mort le 23 décembre 1908 à Maincy, est un industriel français, principalement connu pour avoir dirigé et fait prospérer les Sucres Sommier.

## Biographie
Né à La Villette (ce qui correspond à l'actuel 19e arrondissement de Paris), il est le fils de Pierre-Alexandre Sommier (1802-1867), fondateur de la fabrique de sucre Sommier, conseiller général de la Seine et propriétaire du château du Luat.
Il épouse à Paris le 6 juin 1872 Jeanne Brugière de Barante (Paris, 26 mars 1853 - Melun, 6 avril 1932), fille du baron Prosper-Claude-Ignace-Constant Brugière de Barante, sénateur du Puy de Dôme, et de Lucie de Montozon. Elle lui donnera trois enfants :
- Edme Sommier (Paris, 21 avril 1873 - Paris 16e, 14 juillet 1945), épouse en 1902 Germaine Casimir-Périer (1881-1968), fille de Jean Casimir-Périer, président de la République française de 1894 à 1895. Sans postérité.
- Lucie Sommier (Paris, 25 septembre 1874 - Paris, 17 septembre 1946), épouse en 1897 le comte Robert de Vogüé (1870-1936), dont postérité. Tous deux demeurent au château du Tremblay-sur-Mauldre.
- Alexandre Sommier (Paris, 10 mai 1879 - Paris, 6 juillet 1889), mort jeune de tuberculose.

En 1867, Alfred Sommier fonde un établissement hospitalier destiné à recevoir les vieillards indigents (situé faubourg Sommier à Villeneuve-sur-Yonne). 
Il demeure de 1860 à 1873 au 20 rue de l'Arcade à Paris 8e dans l'hôtel particulier Sommier transformé en 2018 en l'hôtel Alfred Sommier 5*. Il achète en 1873 un hôtel particulier situé 57 rue de Ponthieu à Paris 8e.
Il est inhumé au cimetière-nord de Melun.

### Les Sucres Sommier
Pierre-Alexandre Sommier et ses deux frères, Edme-Dominique et Honoré, font construire en 1824 une petite raffinerie de sucre dans la maison familiale de La Villette, rejoints en un temps court par un cousin éloigné, Étienne Philippe Sommier. 
Alfred Sommier dynamise l'entreprise qui prend la tête du marché français devant Say. Les Sucres Sommier se rapprochent dans les années 1930 des Sucres Lebaudy, maison que la famille Sommier rachète pour former Lebaudy-Sommier. 
Jusqu'en 1940, l'entreprise est dirigée par Roger Soulange-Bodin, dont sa mère est la fille du copropriétaire des sucres Lebaudy-Sommier, Émile Boivin, descendant des Sommier. 
Lebaudy-Sommier est vendue dans les années 1960 et devient en 1968 la Générale Sucrière qui supprime ensuite les deux marques. À la suite de fusions, Générale Sucrière se transforme en Saint Louis Sucre en 1998.

### Le château de Vaux-le-Vicomte

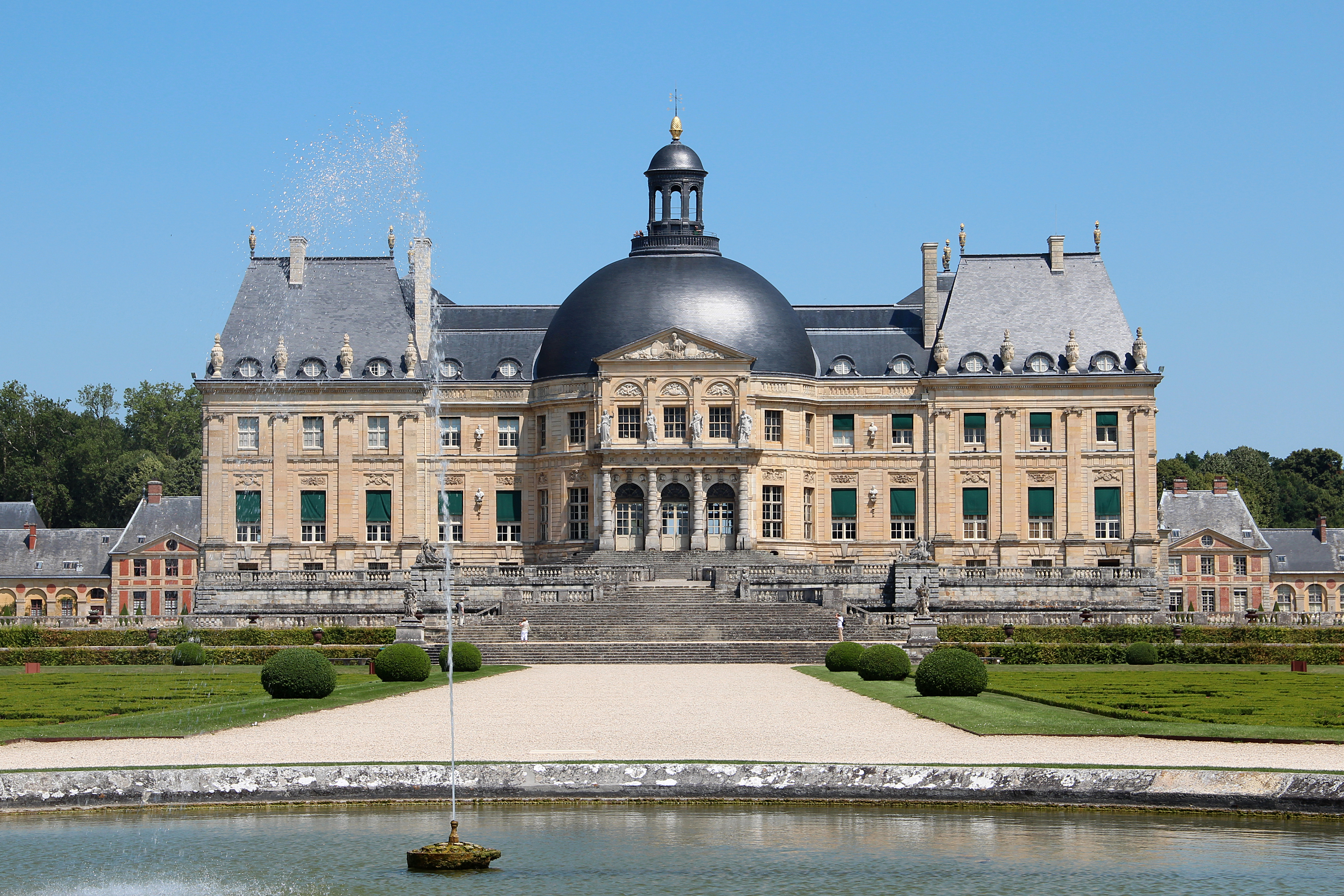
Château de Vaux-le-Vicomte

En 1875, le préfet de Seine-et-Marne (nommé en 1873 par le duc de Broglie, Président du Conseil) Gustave Guyot de Villeneuve, amateur d'art et bibliophile, informe son ami Alfred Sommier de la vente prochaine par la famille de Choiseul-Praslin du château de Vaux-le-Vicomte, qui, inhabité, en partie démeublé et assez délabré, risque d'être démoli. 
Le 15 juin à Paris, Alfred Sommier fait acheter par son notaire, à la bougie, les « château et terre de Vaux-Praslin, jardin et parc, clos de murs (370 hectares), dépendances (27 hectares), fermes de la Basse Cour (144 hectares), de la Ronce (139 hectares) et des Granges (203 hectares) », en trois lots, réunis pour 2 275 400 francs-or.
De 1875 à 1908, Alfred Sommier et son épouse consacrent l'énorme somme de 5 558 000 francs-or au financement des gigantesques travaux de restauration des bâtiments vieux de deux siècles, menés par le célèbre architecte Hippolyte Destailleur (1822-1893), au remeublement du château et au réaménagement des jardins avec Élie Lainé. 
Le domaine appartient aujourd'hui à leurs descendants et le château est classé au titre des monuments historiques.